# Wiyots
Pour la langue, voir Wiyot (langue).

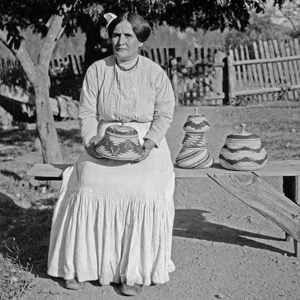
Elizabeth Hickox, vannière wiyot.

Les Wiyots sont un peuple amérindien de Californie qui vit dans la baie de Humboldt depuis 8 000 ans. Environ 500 Wiyots vivent aujourd'hui en Californie du Nord, ce qui est inférieur à leur population de 2 000 personnes du XIXe siècle. 350 autres sont inscrits à la Table Bluffs Reservation, qu'ils ont créée en 2000.
Les Wiyots souffrirent de la violence des colons américains au cours des années 1850 et 1860, époque à laquelle ils durent quitter leurs terres et où une grande partie de leur communauté fut tuée. Leur langue, le wiyot, est considérée comme éteinte depuis la mort de son dernier locuteur natif, Della Prince, en 1962 ; mais plusieurs Wiyots désirent que cette langue soit revitalisée.